# هنري كوبر (لاعب كريكت)
هنري كوبر (20 مايو 1993 في نيوزيلندا - ) (بالإنجليزية: Henry Cooper)‏ هو لاعب كريكت نيوزلندي.

## وصلات خارجية
- هنري كوبر على موقع إي آس بي آن كريك إنفو (الإنجليزية)